# The Faith Mission
Faith Mission ist eine protestantische evangelikale Organisation, die 1886 von John George Govan in Schottland gegründet wurde. Sie fördert und betreibt Evangelisation in ländlichen Gebieten und unterhält das The Faith Mission Bible College in Edinburgh.
Die Organisation ist interdenominational angelegt und unterhält Arbeitszweige in Kanada (seit 1927, in Campbellville (Ontario)) und in Südafrika (Africa Evangelistic Band, AEB) und Frankreich (Mission-Foi-Evangile).